# Rue Brûlart
La rue Brûlart est une voie de la commune française de Reims, située au sein du département de la Marne, en région Grand Est.

## Situation et accès
Elle se situe dans le quartier Barbâtre.

## Origine du nom
Ce nom rappelle les membres de la famille Brûlart de Sillery fondatrice du Collège des Jésuites.

## Historique
Elle porte sa dénomination actuelle depuis le troisième quart du XIXe siècle.